# Peter Dobing
Peter Dobing, född 1 december 1938 i Manchester, är en engelsk före detta professionell fotbollsspelare som spelade för Blackburn Rovers, Manchester City och Stoke City.